# Вишня (Самбірський район)
Ви́шня (колись Бенькова Вишня) — село  в Рудківській міській об'єднаній територіальній громаді, Самбірського району, Львівської області (Україна). Розташоване за 3 км від  адмінцентру ОТГ , міста Рудок, над річкою Вишнею.
Населення — 1819 осіб, за даними Всеукраїнського перепису населення 2001 року.
Орган місцевого самоврядування — Рудківська міська рада.

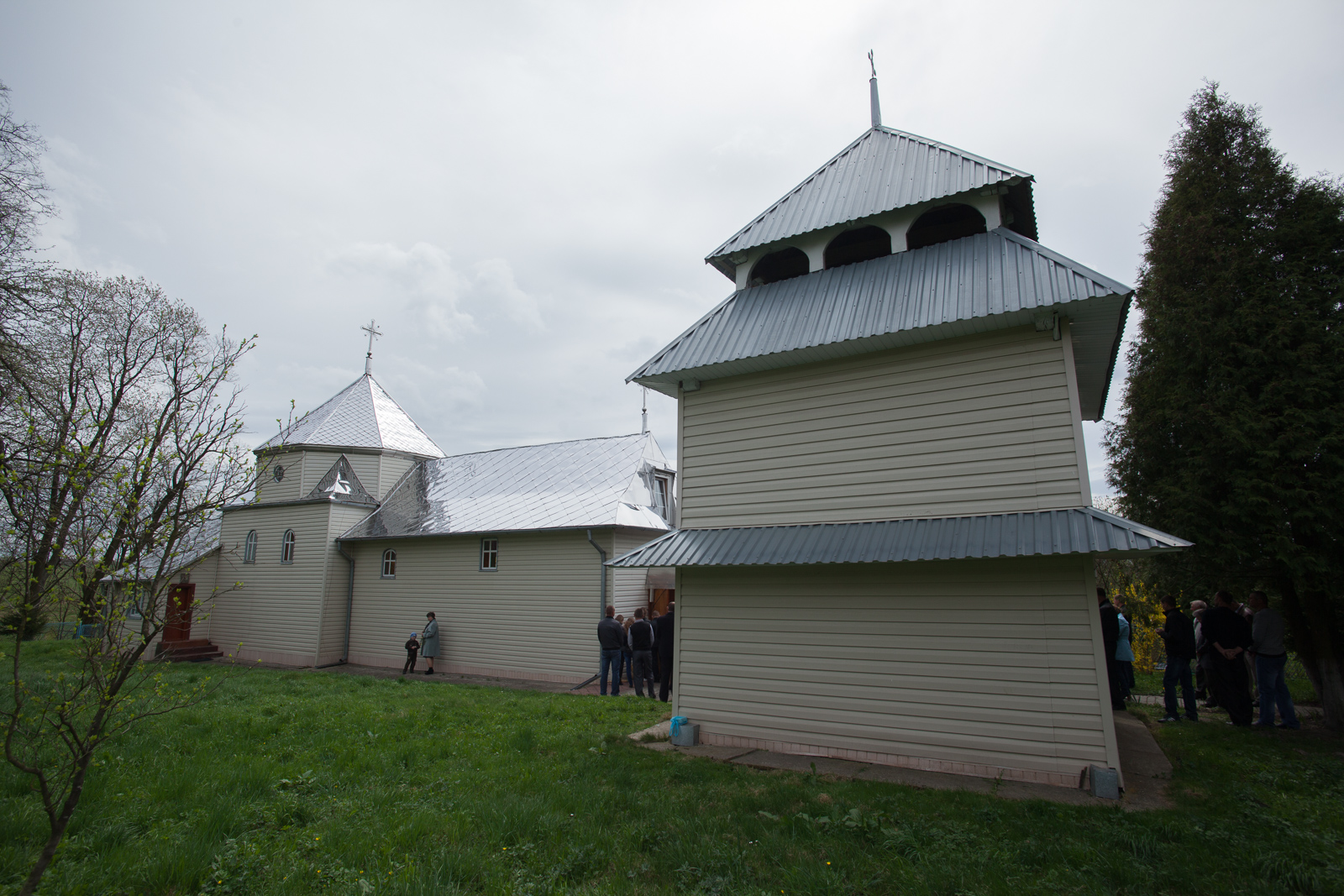
Церква Св. Кузьми і Дем'яна та дзвіниця

В селі є дерев'яна церква Св. Кузьми і Дем'яна, що була зведена 1805 року на місці попередньої церкви 1570 року. Освячена імовірно 1813 року. У 2000-х роках в рамках зовнішнього ремонту усі стіни церкви оббили білим пластиком. На захід від церкви розташована дерев'яна двоярусна дзвіниця стовпової конструкції. Церква перебуває у користуванні громади УГКЦ. Є пам'яткою архітектури національного значення.
Село відоме палацом Фредрів-Шептицьких — садибою родини Фредрів-Шептицьких. Це пам'ятка історії та садибної архітектури початку XIX ст. Вона пов'язана з біографією класика польської літератури Александра Фредра. Довкола палацу розташований Парк XVIII століття.

## Населення

### Мова
Розподіл населення за рідною мовою за даними перепису 2001 року:
| Мова       | Кількість | Відсоток |
| ---------- | --------- | -------- |
| українська | 1816      | 99.84%   |
| польська   | 2         | 0.11%    |
| російська  | 1         | 0.05%    |
| Усього     | 1819      | 100%     |

## Відомі люди
- Андрієвський Василь — дяк, писар, вчитель, посол Галицького сейму 3-го скликання[4]
- Жеребний Володимир Миколайович — Герой України, захисник Майдану.